# عمر بلبای
عمر بلبای (انگلیسی: Omar Belbey؛ زادهٔ ۷ اکتبر ۱۹۷۳) بازیکن فوتبال اهل الجزایر بود.
از باشگاه‌هایی که در آن بازی کرده‌است می‌توان به باشگاه فوتبال نیم المپیک و باشگاه فوتبال مون‌پلیه اشاره کرد.
وی همچنین در تیم ملی فوتبال الجزایر بازی کرده‌است.